# (32913) 1994 YV3
1994 YV3 (asteroide 32913) é um asteroide da cintura principal. Possui uma excentricidade de 0.17250730 e uma inclinação de 3.20766º.
Este asteroide foi descoberto no dia 31 de dezembro de 1994 por Spacewatch em Kitt Peak.